# スイカゲーム
『スイカゲーム』は、落ち物パズルゲームとマージ系ゲームのシステムを組み合わせたパズルゲーム。
popIn株式会社popIn Aladdin事業（現在：Aladdin X）のもとで開発・提供を行い、照明一体型3in1プロジェクターpopIn Aladdinシリーズ（現在：Aladdin Xシリーズ）の中で2021年4月にリリースしたオリジナルのゲーム。リリース当時多くのユーザーから人気があったことに加えて、「本体内蔵のゲーム」という枠を飛び出して、「スイカゲーム」をきっかけにブランドを知ってもらいたいという想いで、Nintendo Switch™ソフトの開発・提供を行う。同年12月9日発売のNintendo Switch版『スイカゲーム』が、発売から2年後の2023年9月にゲーム実況者の動画配信の影響で大ヒットとなった。

## ゲームシステム
プレイヤーは、任意のタイミングでフルーツを1つずつ落とし積み上げていく。フルーツは物理演算によって転がり、同じ種類のフルーツ同士が触れると接触位置を起点に一段階大きなフルーツに変化する。これを繰り返してフルーツを大きくしていき、点数が最も高いスイカを作ることを目指す。積み上げたフルーツが箱から溢れるとゲームオーバーになる。他の落ちものパズルとは異なり制限時間は存在しないが、一方でプレイヤーはフルーツを落とす位置を慎重に考えなければならない。ゲームメディアPolygonは「テトリスと2048を混ぜたようなもの」と形容する。
『合成大西瓜』のフルーツの変化順は、「ブドウ→サクランボ→ミカン→レモン→キウイ→トマト→桃→パイナップル→ココナッツ→スイカ→大スイカ」で、大スイカを完成させるとファンファーレが鳴る。落下フルーツは、レモン以下の4種類からランダムで選ばれる。一方、Nintendo Switch版『スイカゲーム』のフルーツの変化順は、「サクランボ→イチゴ→ブドウ→デコポン→柿→リンゴ→梨→桃→パイナップル→メロン→スイカ」で、スイカ同士をくっつけると消滅するが、ゲームはそのまま続行される。落下フルーツは、柿以下の5種類からランダムで選ばれる。
点数はフルーツを落としただけでは増加せず、フルーツ同士をくっつけてより大きなフルーツに変化させないと増加しない。
Aladdin Xはプロジェクター製品用とNintendo Switch用の2種類の『スイカゲーム』を提供しているが、Switch版ではフルーツの重さ、加点方法、スイカ同士が接触した際の仕様が異なる。GAME Watch、Polygonによれば、Switch版ではスコア3000点を超すことが1つの目標であるとされている。

## 歴史

### ベースとなった中国の『合成大西瓜』
『合成大西瓜』は中国のソーシャルメディア会社である米兜科技より2021年1月22日に配信され、配信後、SNSの微博（ウェイボー）で関連話題のヒット数が14億件以上に達するという爆発的な人気となった。この要因について、中国メディアの人民網は、リリースされたのが旧正月の春節（2021年は2月12日）の直前の時期で、多くの人が1年の疲れとストレスをためていることから、可愛らしいフルーツを組み合わせて消去していくことでストレスを忘れてリラックスしたいと思ったのではないかと分析している。
日本では2021年2月頃より『合成大西瓜』が「スイカゲーム」の呼称で広まり始め、特に、男性K-POPアイドルやジャニーズアイドルのファンたちの間で話題となった。これは、『合成大西瓜』の改造が比較的容易だったため、フルーツの画像部分を自分たちの推しアイドルの画像に差し替えてプレイするというスタイルが流行したことによる。

### Aladdin Xの『スイカゲーム』
2021年4月14日、Aladdin Xは同社のプロジェクター付きシーリングライト「popIn Aladdin」の内蔵アプリとして『スイカゲーム』を配信し、その所有者たちから好評を得た。その後、Aladdin Xはブランドの認知度を広げることを目的に、エスカドラにNintendo Switch向けの移植を委託し、2021年12月9日に発売された。移植先の候補としてスマートフォンアプリという選択肢もあったが、Aladdin Xは「たくさんのアプリに埋もれてしまうより、少しでも目立つ可能性が高いMy Nintendo Storeで提供することにした」と語っている。しかし、リリース当初は特に話題になることはなかった。

#### Nintendo Switch版のヒット
2023年5月にゲーム実況者の布団ちゃんが生配信の中でpopIn Aladdin版をプレイし、同年9月7日にも「僕が寝室で普段やっているゲーム」としてNintendo Switch版を紹介した。これをきっかけに、他の実況者が追随したことでブームに拍車がかかった。また、他の多くのユーザーによる実況動画や生放送の切り抜きなどが投稿されるようになり、一部動画が10万回再生を突破するなど注目が集まっていった。一方、この時点での『スイカゲーム』の発売は日本国内のみだったが、日本国外から購入するために日本版のアカウントを作るユーザーも現れ始めた。それまでのNintendo Switchのダウンロードソフトランキングで『スイカゲーム』は圏外だったが、2023年9月の月間ダウンロードソフトランキングで1位になり、ブームになる前と比べてダウンロード数が5万倍以上になる日もあった。開発したAladdin Xはこのゲームが人気になった理由として、「幅広い方々に受け入れていただけるイラストのかわいさや親しみやすさ」「ゲームルールのシンプルさ」「失敗しても次はうまくできるんじゃないかと思わせるゲームの雰囲気」の3つの点を挙げている。
GameRader+は『スイカゲーム』が突如人気になったことを2020年の『Among Us』と比較した。Twitchにおける9月の視聴者数は56.5%増加し、月間視聴時間は284万時間に達した。Nintendo Life、Polygon、Rock Paper Shotgunなどの複数の欧米のゲームメディアは、日本のニンテンドーアカウントを作成して『スイカゲーム』を入手する方法を紹介した。
2023年10月5日、Nintendo Switch版のダウンロード数が100万本に達した。10月20日にはダウンロード数が200万本に達したことを発表し、『Suika Game』の名称で、欧州・豪州・北中南米・韓国・香港地域のNintendo eShopでも配信を開始した。
2023年10月24日に英語、簡体字、繁体字、韓国語に対応した。また、ハロウィーンに合わせて、ハロウィーン仕様のスキンと新たなBGMが追加された。Nintendo Switch版とpopIn Aladdin版で仕様が異なっており、popIn Aladdin版では加えて3つのサイズの「いたずらかぼちゃ」と「キャンディー」が落ちモノとして追加される。
2023年10月30日、累計ダウンロード数が300万本に達し、11月14日には400万本に達した。1ヶ月後の12月14日、世界累計ダウンロード数が500万本に達した。12月28日、任天堂は本ソフトがNintendo Switch用ソフトの中で2023年の1年間で最も多くダウンロードされたことを発表した。2024年1月19日、世界累計ダウンロード数が600万本に達している。同年2月には世界累計ダウンロード数が700万本に到達した。その後世界累計ダウンロード数が2024年3月に800万本、4月に900万本、7月に1000万本を突破した。
2024年2月21日のNintendo Directで「2人プレイモード」を180円の追加コンテンツとして発表し、同時に配信を開始した。同年5月23日には2人プレイモードがオンライン対戦モードに対応した。
また、2024年6月には、初となる有料の着せ替えコンテンツを追加。この時に配信された着せ替えには、ひまわり畑、夏休み、お祭り花火、夕暮れビーチの、夏をテーマにした4つが配信された。また、同年9月には、秋をテーマにした着せ替えも発売されている
2024年11月14日には、パッケージ版の『スイカゲーム Special Edition』が発売された。

#### スマートフォン版の発売
2024年1月1日、iOS版の『スイカゲーム』が240円の価格で発売された。
同年2月19日、iOS/Android用の無料配信の心拍数連動オンラインエクササイズアプリ『Smart 5min』内にて、『スイカゲーム エクササイズ版』を提供することが発表された。
同年4月3日にはAndroid版の『スイカゲーム』が発表され、4月11日に発売された。

#### 非正規版問題
2023年10月2日、Aladdin Xは注意喚起として、Nintendo Switch版から製品画像・説明文面等を流用するなど内容が酷似した非正規のスマートフォンアプリが出回っていることを報告し「弊社とは全く関係がございません」と伝えている。同年12月20日には正規ソフトをリリースしていないソニーのPlayStation（PS Store）にも非正規のソフトが登場していると報じられている。
また、2023年12月9日にはゲームセンターのプライズゲームの景品に、Aladdin Xとは無関係、非認可の類似グッズが出回っていることも伝えている。
これらを受けて、Aladdin Xは2024年1月24日までに『スイカゲーム』の商標登録を行ったことを同日明らかにした。
商標登録後の2024年3月29日よりGiGO限定で、正規のプライズゲーム景品の展開が行われることとなったのを皮切りに、プライズのみならずライセンス商品の販売が活性化している。

## 評価

### 売上
Nintendo Switchの『スイカゲーム』は、2023年10月6日に100万本のダウンロード数を達成した。これは9月初旬にブームになってから約1ヶ月の期間で100万本を売り上げたことになる。そこからわずか12日間後の10月18日には日本国内での累計ダウンロード数が200万本に達した。その11日間後の10月30日には、累計ダウンロード数が300万本に達し、11月14日には世界での累計ダウンロード数が400万本に達した。さらに1ヶ月後の12月14日には、世界累計ダウンロード数が500万本に達した。2024年1月19日、世界累計ダウンロード数が600万本に達している。同年2月には世界累計ダウンロード数が700万本に到達した。2024年3月には800万本、4月に900万本を突破した。そして2024年7月、全世界累計ダウンロード数が1000万本に達した。

### 批評
ゲームメディアのAUTOMATON、電撃オンラインのほか、ビジネス系メディアの東洋経済オンラインは、人気の理由の1つとして240円という低価格で発売されたことを挙げている。GAME Watchはフルーツの物理挙動が予測しづらいことを挙げ、思い通りにいく部分と思い通りにいかない部分のバランスが絶妙であると称賛した。また、フルーツが段階的に進化することが、プレイヤーにとっての段階的な目標にもなっていると指摘した。ITmediaは、「操作も動きもシンプルながら、フルーツが落ちていくときの跳ね方で微妙に位置が移動するなど意外性もあり」と述べ、「入り口が広く奥は深い、とてもよくできたゲームだ」と評価した。市場調査会社のユーロモニターインターナショナルは2024年の世界の消費者トレンドの中で「一瞬の気晴らし（Delightful Distractions）」を挙げ、東京オフィスのコンサルタントである木村幸はこれの例として本作の流行を挙げている。

### 受賞
以下はNintendo Switchの『スイカゲーム』のヒットによるもの。
- YouTube流行語大賞2023（エビリー『kamui tracker』調べ）[64]
- Google検索ランキング「ゲーム」部門（Google調べ）[65]
- Yahoo!きっず 検索ランキング2024 ウェブ検索ランキング ゲーム部門 1位（Yahoo! JAPAN調べ）[66]

上記の他、イー・ガーディアンによる「SNS流行語大賞 2023」では2位だった。

## 漫画
2024年、『【公式】読むスイカゲーム』のタイトルで『月刊コロコロコミック』（小学館）5月号と6月号に読み切りとして掲載された。漫画は三二一一二三。が担当。

## 書籍
- スイカゲームが100倍楽しくなる本（2024年6月14日、宝島社、ISBN 978-4299055576）

### 絵本
- スイカゲームをさがせ!（2024年8月7日、ポプラ社、ISBN 978-4591182451） - イラスト：林佳里
- スイカゲームの おはなし えほん ころころ さくらんぼ（2024年10月23日、KADOKAWA、ISBN 978-4047337527） - 文・構成：まつやま登